# Glisolles
Glisolles – miejscowość i gmina we Francji, w regionie Normandia, w departamencie Eure.
Według danych na rok 1990 gminę zamieszkiwało 846 osób, a gęstość zaludnienia wynosiła 77 osób/km² (wśród 1421 gmin Górnej Normandii Glisolles plasuje się na 283. miejscu pod względem liczby ludności, natomiast pod względem powierzchni na miejscu 295).